# Lucélia Santos
Maria Lucélia dos Santos (Santo André, 20 de maio de 1957) é uma atriz, diretora de teatro e produtora brasileira. Conhecida por protagonizar novelas de repercussão mundial, Santos é uma das atrizes mais renomadas do país. Ela já ganhou vários prêmios, incluindo dois prêmios de Melhor Atriz pelo Festival de Brasília e um pelo Festival de Gramado, além de ter recebido indicações para um Prêmio Mambembe e dois Troféus Imprensa.
Nascida em Santo André, Lucélia iniciou sua carreira ainda na adolescência estreando nos palcos aos catorze anos de idade em Dom Chicote Mula Manca e seu fiel companheiro Zé Chupança (1971). Sua descoberta, no entanto, se deu ao protagonizar a novela Escrava Isaura (1976) no papel da protagonista-título. Esse trabalho a levou ao estrelato internacional, sendo uma das telenovelas brasileiras mais exportadas no mundo. A atuação lhe rendeu o prêmio de Melhor Atriz Estrangeira no Golden Eagle Awards, com mais de 300 milhões de votos, na China.
Na televisão, após o sucesso de Escrava Isaura, Santos passou a ser requisitada para protagonizar inúmeros outros sucessos na TV Globo, tornando-se uma das atrizes mais populares no Brasil na década de 1970 e 1980. Ela alcançou ainda mais sucesso nos anos seguintes com as novelas da Locomotivas (1977), Feijão Maravilha (1979), Água Viva (1980), Ciranda de Pedra (1981), Guerra dos Sexos (1983) e Vereda Tropical (1984), sendo nomeada ao Troféu Imprensa de Melhor Atriz por essa última. Em 1986, voltou a ser prestigiada por protagonizar mais uma novela de época, em Sinhá Moça. Em 1987, protagonizou a polêmica novela Carmem, na Rede Manchete, no papel da ambiciosa Carmem. Por esse trabalho, recebeu sua segunda indicação ao Troféu Imprensa de Melhor Atriz.
No cinema, Lucélia tornou-se a principal artista da obra de Nelson Rodrigues, arrastando e lotando os cinemas a cada lançamento. Alcançou reconhecimento da crítica nos filmes Engraçadinha (1981), pelo qual recebeu seu primeiro Troféu Candango de Melhor Atriz no Festival de Brasília; Luz del Fuego (1982), que lhe rendeu o prêmio de Melhor Atriz no prestigiado Festival de Gramado; As Sete Vampiras (1986);  Baixo Gávea (1986); e, Vagas para Moças de Fino Trato (1993), saindo-se vencedora do Troféu Candango de Melhor Atriz no Festival de Brasília pela segunda vez por esse. Utilizando sua influência e sucesso internacional, Lucélia Santos se torna também uma das principais vozes brasileiras da causa ambiental, onde se dedica de forma conjunta com seu processo artístico há mais de três décadas. Suas recentes atuações profissionais apontam para um universo social, ecológico, interfronteiras, conectando povos e culturas excluídas do mundo globalizado. Em 2022, a atriz comemora 50 anos de carreira profissional, e concorreu a deputada federal no Rio de Janeiro pelo PSB, mas não foi eleita.

## Biografia
Maria Lucélia dos Santos nasceu em Santo André, São Paulo, filha do operário Maurílio Simões dos Santos e de Maria Moura dos Santos. Seus pais eram trabalhadores de colarinho azul. Ela tem dois irmãos: Maurílio Wagner e Cristina Santos, também atriz.
Aos 9 anos, Lucélia ouviu no rádio a atriz Cacilda Becker chamando crianças para fazer um teste para um papel em uma de suas peças, mas sua mãe não permitiu que ela atuasse. Ela desenvolveu o gosto pelas artes cênicas desde que viu a peça A Moreninha, protagonizada por Marília Pêra, em um passeio escolar. Lucélia ficou completamente fascinada com o espetáculo e decidiu que seria atriz pelo resto de seus dias.

## Carreira

### 1971—76: Início e ascensão internacional emEscrava Isaura
Estreou nos palcos aos 14 anos, na peça infantil Dom Chicote Mula Manca e seu Fiel Companheiro Zé Chupança, substituindo a atriz Débora Duarte, que havia se mudado para o Rio de Janeiro para estrelar a novela Bicho do Mato, da TV Globo. Ela foi então convidada por Eugênio Kusnet para participar de seu curso intensivo de artes cênicas de dois anos, decidindo se dedicar ao estudo de atuação. Após o curso, Lucélia atuou em uma produção de Godspell, que foi apresentada em uma lona de circo no bairro carioca de Botafogo. Terminou o ensino médio no Rio, onde prestou vestibular para Medicina por imposição do pai. Ela não conseguiu entrar na universidade, pois já estava profundamente envolvida com sua carreira de atriz.
Lucélia trabalhava como recepcionista em uma clínica de emagrecimento antes de estrelar as produções das peças The Rocky Horror Show e Transe no 18. Lucélia foi convidada para estrelar o filme Paranóia em 1976, aos 19 anos. A estreia do filme nos cinemas ocorreu apenas em 1977. Depois de três outros pequenos papéis em filmes malsucedidos, foi então convidada para protagonizar a telenovela Escrava Isaura, que conta a história da luta de uma escrava de pele branca para encontrar a felicidade durante o Império do Brasil. A novela, baseada no romance homônimo do escritor abolicionista do século XIX Bernardo Guimarães, é o programa mais dublado da história da televisão mundial, segundo pesquisa do Good Morning America. Antes de ser convidada para o papel principal pelo escritor Gilberto Braga e pelo diretor Herval Rossano, Lucélia havia sido recusada várias vezes pela Globo. Ela até conseguiu um papel no Estúpido Cupido, mas acabou por motivos financeiros.
Inicialmente, a produção seria estrelada por Débora Duarte, que não pôde fazê-la por estar grávida. Gilberto Braga queria a atriz Louise Cardoso para o papel, mas Lucélia foi a escolhida por fim. A telenovela, que estreou em 11 de outubro de 1976, foi o primeiro trabalho da atriz na televisão e foi um sucesso gigantesco, projetando a carreira de Lucélia Santos internacionalmente de forma definitiva. A interpretação dela foi tão intensa e emocionante que conquistou o público e a crítica especializada, tornando-se um marco na televisão brasileira. A atriz trouxe à vida uma personagem forte e determinada, que enfrentava as injustiças e os preconceitos de sua época com coragem e perseverança.
Além da atuação marcante de Lucélia, Escrava Isaura também foi um sucesso devido ao seu enredo emocionante e bem construído, que retratava de forma realista a vida das pessoas escravizadas no Brasil do século XIX. A novela levantou importantes questões sociais e raciais, mostrando a luta dos escravos por sua liberdade e dignidade. Com a novela viajou para vários países como Rússia, Polônia e China. Em 1985 ganhou o Golden Eagle Awards, oferecido pela primeira vez a uma artista estrangeira pela população chinesa através do voto direto, conquistando 300 milhões de votos.
Com a fama internacional conquistada com a novela Escrava Isaura, visitou, como convidada, vários países e inclusive integrou comitiva de Presidentes da República. Com Fernando Henrique Cardoso esteve na China, onde foi efusivamente recepcionada pelo primeiro-ministro Deng Xiao Ping. Santos passou a ser considerada embaixadora cultural do Brasil na China, com visitas frequentes ao país e rodando em 2008 um filme gravado em ambos os países, Um Amor do Outro Lado do Mundo (Destino). Depois da Independência de Timor-Leste, em 2001, Lucélia Santos realizou um documentário sobre este novo país, Timor Lorosae - O Massacre Que o Mundo não Viu, que foi censurado no 8º Festival Internacional de Cinema de Jacarta.

### 1977—83:Locomotivas,Feijão Maravilha,Água Viva eGuerra dos Sexos
Após o sucesso em Escrava Isaura, Lucélia passou a ser requisitada para personagens de destaque em várias produções na televisão e no cinema. Em 1977, fez participação em Caso Especial no episódio "A Ordem Natural das Coisas" e desempenhou seu segundo papel em telenovelas em Locomotivas , outro grande sucesso da teledramaturgia brasileira, como "Fernanda", uma jovem rebelde que foi dada para adoção ainda na infância por sua mãe "Milena" (Aracy Balabanian) e anos depois se apaixona pelo namorado dela, "Fábio" (Walmor Chagas), sem saber que este era o amado de sua mãe. Esse era o seu segundo trabalho em novelas e, inicialmente, ele havia sido escalada para viver a mocinha da novela, a rica e infeliz "Patrícia". No entanto, ela pediu para que seu papel fosse trocado para o da jovem rebelde e espivitada, diferente do que havia feito em Escrava Isaura. A mocinha acabou sendo interpretada por Elizângela.
Em 1978, protagonizou a série juvenil Ciranda Cirandinha no papel de "Tatiana". A série abordava o cotidiano de um quarteto de jovens que encaravam a realidade de ingressar na vida adulta e lidar com novas responsabilidades. Era protagonizada por Lucélia, ao lado de Fábio Júnior, Denise Bandeira e Jorge Fernando. Ainda em 78, estreou nos cinemas o filme Um Brasileiro Chamado Rosaflor, onde atuou como "Giovanna" e foi dirigida por Geraldo Miranda. No ano seguinte, esteve em Plantão de Polícia e interpretou "Josineide" em Malu Mulher, nos episódios "Despedida de Solteiro" e "Ainda Não É Hora", respectivamente. Em 1979, ainda, estrelou a novela cômica Feijão Maravilha, que fazia uma crítica a alta sociedade brasileira. No enredo, ambientado em um hotel, ela deu vida a recepcionista "Eliana".
Na televisão, Iniciou a década de 1980 fazendo uma participação especial no episódio "Romeu e Julieta" como a protagonista principal no seriado Caso Especial. No ano de 1980, foi alçada ao protagonismo de uma novela do horário nobre em Água Viva, do escritor Gilberto Braga, com quem havia trabalhado em Escrava Isaura, no papel da jovem idealista "Janete". A trama recebeu uma aceitação positiva do público e da crítica, tornando-se mais um marco na carreira da atriz. Entre o final dos anos 1970 e início dos anos 1980, dedicou-se ao cinema protagonizando diversas produções. Em 1981, estreou três dos filmes mais importantes de sua filmografia, todos fruto de adaptações de histórias de Nelson Rodrigues.

Obra de Nelson Rodrigues foi adaptada em Engraçadinha, onde Lucélia foi eleita Melhor Atriz no Festival de Brasília.

Em 1980, na tentativa de romper com a imagem de "queridinha do Brasil", adquirida com seus papéis nas novelas, posou nua para a versão brasileira da Playboy. A edição de abril da revista vendeu muito bem. Foi, no entanto, no cinema que sua tentativa teria sucesso. O polêmico dramaturgo Nelson Rodrigues convidou Lucélia para estrelar a adaptação cinematográfica de sua peça Bonitinha, mas Ordinária ou Otto Lara Resende. Sabendo que era a chance perfeita de quebrar o estigma de boa menina, ela aceitou. Mais tarde, ela atuaria em outras duas adaptações de peças de Rodrigues: Engraçadinha, pelo qual ela foi eleita melhor atriz pelo Festival de Cinema de Brasília, e Álbum de Família - Uma História Devassa.
Em 1981, interpretou a personagem "Virginia Prado" em Ciranda de Pedra, história dramática em que sua personagem sofre nas mãos da vilã "Frau Herta" (Norma Blum) e vive aprisionada nas decisões de sua vida. Ainda em 1981, Lucélia voltou a posar nua para a Playboy, a fim de promover o filme Luz del Fuego, que conta a história da bailarina homônima que chocou a sociedade brasileira do início dos anos 1950 ao fundar um partido político naturista e criar as primeiras roupas de área livre no Brasil em uma ilha na Baía de Guanabara. O filme é um dos favoritos de Fidel Castro, que possui uma cópia em VHS. Sua performance foi novamente consagrada e premiada com o Troféu Kikito de Melhor Atriz no Festival de Gramado, um dos mais prestigiados do Brasil.
Em 1983, fez parte do elenco da novela Guerra dos Sexos no papel da vilã "Carolina Carneiro", uma jovem que se passa por bondosa e solícita, mas na verdade esconde uma personalidade perigosa e dissimulada, disposta a passar por cima de todos para conseguir ser bem sucedida na vida. Em 1983, participou novamente do Caso Especial nos episódios "Alice & Alice" no papel principal, "O Inspetor Geral" como a criada do governador e "A Dama das Camélias como Margueritte e Marina.

### 1984—90:Vereda Tropical,Sinhá Moça,CarmemeBrasileiras & Brasileiros
Em 1984, trabalhou em mais uma adaptação da obra de Nelson Rodrigues, dessa vez na televisão na minissérie Meu Destino É Pecar, onde interpretou a jovem infeliz no casamento "Leninha". Entre julho de 1984 e fevereiro de 1985, Lucélia protagonizou Vereda Tropical, escrita por Carlos Lombardi, vivendo a mocinha "Silvana Rocha". Na trama, ela interpretou uma mulher simples, trabalhadora de uma fábrica de perfumes e que tem conflitos com o avô paterno de seu filho, "Oliva" (Walmor Chagas), o qual quer a guarda do menino após a morte do seu filho. Por esse trabalho, Lucélia recebeu sua primeira indicação ao Troféu Imprensa de Melhor Atriz.
Em 1985, fez uma participação especial no seriado Armação Ilimitada no episódio "O Melhor de Todos...". Também voltou ao cinema protagonizando o filme Fonte da Saudade, longa dividido em três episódios onde ela interpreta três personagens: Bárbara, Alda e Guida. Em 1986, foi convidada para protagonizar outro grande sucesso de sua carreira, a novela Sinhá Moça, no papel da protagonista-título. Na trama, que se passa nos últimos de escravidão no Brasil até a Lei Áurea de 1888, ela é uma jovem abolicionista filha de um poderoso coronel, o Barão de Araruna. Sua escalação foi uma tentativa da TV Globo de repetir o sucesso alcançado na exitosa Escrava Isaura em 1976. No entanto, em entrevista recente, o autor da obra, Benedito Ruy Barbosa, revelou seu descontentamento com a escalação da atriz, a qual disse ter dado trabalho nos bastidores. O autor ainda disse que sua vontade era que Giulia Gam tivesse sido a protagonista.
Também em 1986, protagonizou ao lado de Louise Cardoso o filme de drama Baixo Gávea, dirigido por Haroldo Marinho Barbosa, que aborda as inquietações de duas jovens cariocas que moram juntas e ensaiam uma peça de teatro sobre o poeta português Fernando Pessoa. No mesmo ano, estreou mais um filme, As Sete Vampiras, onde ela atuou em uma participação especial no papel de "Elisa Machado".
No ano de 1987, Lucélia foi contratada pela Rede Manchete para protagonizar a telenovela Carmem, novamente trazendo a atriz ao posto de protagonista-título. A novela, que foi a única escrita por Glória Perez fora da TV Globo, gerou muita repercussão e polêmica à época de sua exibição por abordar temas considerados tabus pela sociedade, como a AIDS, homossexualidade, rituais de kiumbanda, entre outros. Na trama, ela interpretou a jovem ambiciosa Carmem, uma mulher exuberante e desiludida amorosamente, que fez pacto de sangue com uma Pombajira cigana para ficar rica e destruir a vida de "Ciro" (Paulo Betti), o qual ela é apaixonada e deseja vingança.
Em 1989, atuou no filme dramático Kuarup como "Lídia". Em novembro de 1990, transferiu-se para o SBT para protagonizar a novelas Brasileiras e Brasileiros. A trama, ambientada na periferia de São Paulo, foi considerada inovadora por representar essa população sem glamourizar ou minimizar a pobreza e a violência urbana. Lucélia interpretou a arquiteta "Paula  Carvalho". A produção, que foi uma grande tentativa do SBT de fortalecer sua dramaturgia, teve um grande orçamento e reuniu atores renomados da TV Globo, não teve uma boa aceitação do público, que a considerou "lenta" e "cheia de desgraças", e a audiência caiu a partir de sua segunda semana de exibição, tornando-se uma trama esquecida no imaginário do público.

### 1991—00:Sangue do Meu SangueeDona Anja
Após o fracasso de Brasileiras e Brasileiros, passou a ter presença rara nas telenovelas durante a década de 1990. Em 1992, voltou à TV Globo em uma rápida participação. Atuou no programa Você Decide no episódio "O Álibi". Em 1993, atuou em mais uma participação especial na emissora em Caso Especial no episódio "Menino do Engenho" como Clarice e Maria Menina. Também em 1993, filmou o filme Vagas para Moças de Fino Trato, dirigido por Paulo Thiago, ao lado de Norma Bengell e Maria Zilda Bethlem, onde interpretaram três mulheres que dividem um apartamento e partilham suas dores e conflitos. As performances das atrizes foram bastante elogiadas pela crítica especializada e elas receberam o prêmio de Melhor Atriz do Festival de Brasília em conjunto, pela primeira vez na história da premiação um conjunto de atrizes receberam o troféu. Em 1994, voltaria a participar do Você Decide no episódio "O Último Desejo".
Em 1994, atuou em uma montagem de O Homem sem Qualidades, uma leitura da obra-prima do escritor austríaco Robert Musil, ao lado de Ana Beatriz Nogueira, Betty Gofman, Daniel Dantas e Silvia Buarque. Em 1995, voltou a atuar em uma novela do SBT com Sangue do Meu Sangue, um remake da telenovela homônima escrita por Vicente Sesso para a TV Excelsior em 1969, vivendo a protagonista "Júlia Camargo". Na trama, sua personagem é casada com o inescrupuloso "Clóvis" (Osmar Prado), tenta fazer todos crerem que ela possui transtornos mentais enquanto tenta roubar dinheiro do banco de seu sogro, "Mário" (Rubens de Falco).
Entre dezembro de 1996 e abril de 1997, Lucélia mais uma vez ocupou o posto de protagonista-título em Dona Anja, novela do SBT baseada no romance homônimo, de Josué Guimarães, escrita por Cristianne Fridman e Yoya Wursch. Ambientada no interior do Rio Grande do Sul, "Anja" é uma mulher criada para ser casta e religiosa, que se desilude ao encontrar seu noivo, o coronel "Quineu" (Jonas Mello), na cama com várias mulheres. Tomada por desejos sexuais reprimidos por anos, ela se casa e juntos abrem um bordel, onde o coronel pode se divertir com as prostitutas, enquanto ela leva para cama os jovens rapazes da cidade.

### 2001—09:Malhação,Cidadão BrasileiroeDonas de Casa Desesperadas
Santos foi convidada para voltar aos cinemas em 2001, atuando no filme 3 Histórias da Bahia em uma participação especial. Ainda em 2001, pôde ser vista novamente na TV Globo ao participar da oitava temporada de Malhação como "Jackie Lemos", mãe da protagonista "Nanda" (Rafaela Mandelli). Em 2003, atuou no curta-metragem O Ovo. No ano seguinte, participou do episódio "As Cartas de Chico Xavier" no programa Linha Direta.

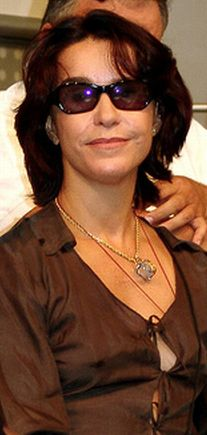
Lucélia no lançamento da novela Cidadão Brasileiro, em 2006.

Em 2006, foi contrata pela RecordTV para atuar em suas produções. Em março de 2006, fez uma participação especial na novela Prova de Amor interpretando ela mesma. No mesmo ano, foi escalada para a novela Cidadão Brasileiro. Na trama, ela deu vida a "Fausta", personagem baseada no Fausto do escritor alemão Goethe, em que a personagem-título vende sua alma ao diabo. No desenvolvimento do enredo, sua personagem é uma mulher de caráter duvidoso que se envolve com o protagonista "Antônio Maciel" (Gabriel Braga Nunes).
Em 2007, foi para Buenos Aires filmar a série Donas de Casa Desesperadas, versão brasileira do seriado estadunidense Desperate Housewives. No Brasil, a série é co-produzida pela ABC Studios e pela Pol-ka Producciones e, posteriormente, foi vendida inteiramente gravada para a RedeTV!. A série é protagonizada por um time de atrizes experientes, sendo elas, além de Lucélia, Sônia Braga, Tereza Seiblitz, Viétia Zangrandi, Isadora Ribeiro e Franciely Freduzeski. Na trama, ela deu vida a "Suzana Mayer", uma divorciada de quarenta e poucos anos que vive com "Júlia" (ulieta Calvo,) sua filha de 14 anos, e está a procura de um novo amor.
Em 2008, foi convidada para uma participação especial no seriado Casos e Acasos, da TV Globo, atuando no episódio  "O Celular, A Viagem e o Dia Seguinte" como "Lucila". Em 2009, foi co-produtora de Destino, cuja estreia mundial ocorreu no Festival Internacional de Cinema de Xangai.

### 2010—presente:Lula: o Filho do Brasil,Na Corda Bambae trabalhos recentes

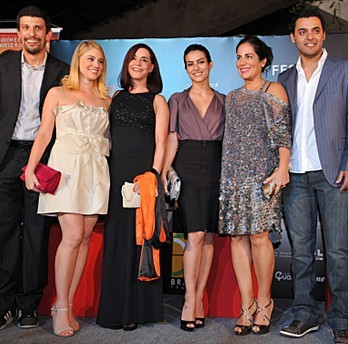
Elenco de Lula, o Filho do Brasil durante a estreia do filme no Festival de Cinema de Brasília em 17 de novembro de 2009.

Ainda em 2009, gravou uma participação especial no filme Lula, o Filho do Brasil,  dirigido por Fábio Barreto, uma cinebiografia do presidente da República Luiz Inácio Lula da Silva baseada no livro biográfico homônimo, de Denise Paraná. No filme, interpretou uma das professoras do presidente ainda na infância dele. A estreia do filme nos cinemas do Brasil ocorreu em 2010.
Em 2011, gravou uma participação especial no episódio "Aline e as Sogras" da série Aline, onde interpretou a mãe do personagem de seu próprio filho, Pedro Neschling. Três anos mais tarde, em 2014, participou da décima primeira edição da Dança dos Famosos, quadro do programa Domingão do Faustão. Ainda em 2014, gravou uma participação especial no filme Casa Grande, dirigido por Fellipe Barbosa.
Em 2016, fez uma participação especial na série Vai que Cola no episódio "Novela de Época", que fez uma homenagem ao trabalho da atriz em Escrava Isaura. Em 2015, Lucélia filmou no em Mariana, Minas Gerais, o longa A Serpente, baseado em um dos últimos textos publicados por Nelson Rodrigues. No entanto, o filme estreou nos cinemas apenas em 2019. No filme, ela interpretou as gêmeas "Guida" e "Lígia", numa trama que é centrada em uma mulher que "empresta" seu marido por uma noite para a sua irmã gêmea, a qual ainda é virgem.
Em 2019, transferiu-se para Portugal para atuar na novela Na Corda Bamba, da  TVI, onde interpretou "Marília Montenegro". Em 2020, esteve no filme Mulher Oceano, onde fez uma participação especial como "Teresa Visser", mãe das gêmeas protagonistas interpretadas por Djin Sganzerla. Em 2021, atuou no drama juvenil Selvagem, que aborda um grupo de estudantes que ocupam a escola para reivindicar melhorias na educação, interpretando a professora "Maria".

## Vida pessoal

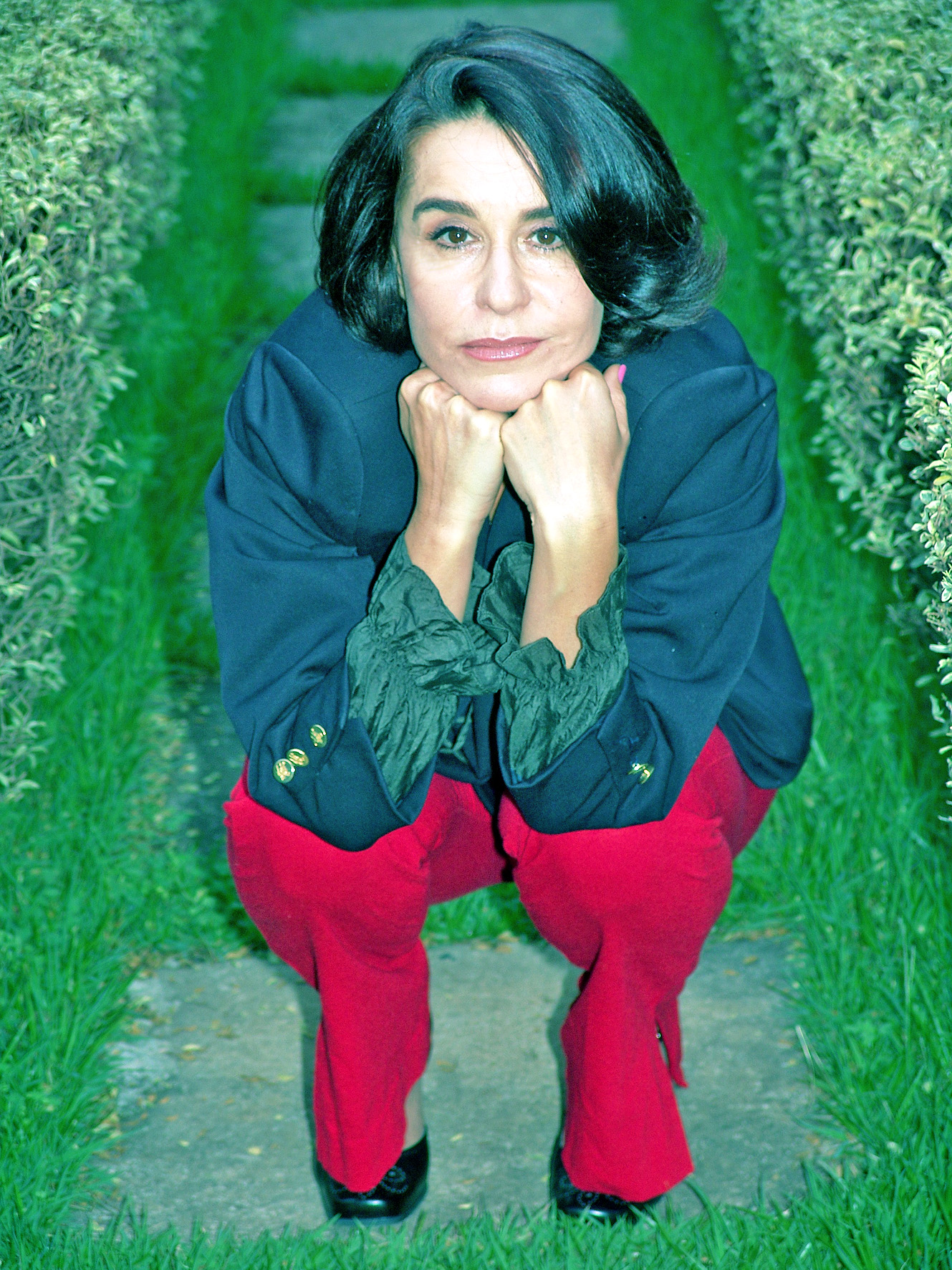
Lucélia Santos em 2006.

Descendente de portugueses beirões e trasmontanos, foi casada de 1975 a 1987 com o maestro John Neschling, com quem teve seu único filho, o ator Pedro Neschling, nascido de parto normal, no Rio de Janeiro, em 28 de junho de 1982.
De 1987 a 1990 foi namorada do ator Raul Gazolla. De 1990 a 1993 se relacionou amorosamente com o ator Antônio Grassi. Em 1995 começou a namorar o engenheiro Davi Akkerman. O casal foi morar juntos em 2000, após realizar uma cerimônia de casamento simbólica, seguindo os preceitos do judaísmo, religião de Davi. O casal rompeu a união estável em 2003. Solteira desde então, não assumiu mais nenhum relacionamento sério para a imprensa, e eventualmente é vista em companhia de homens anônimos e famosos.
Tornou-se avó em 2017. Sua neta, Carolina Frate Neschling, nasceu de parto normal, no Rio de Janeiro, em 18 de maio.
Em 2022, filiou-se ao Partido Socialista Brasileiro para disputar as eleições, e concorreu a deputada federal no Rio de Janeiro. Recebeu 10.867 votos, não sendo eleita.

## Teatro
| Ano     | Título                                                    | Personagem                 | Nota(s)                          |
| ------- | --------------------------------------------------------- | -------------------------- | -------------------------------- |
| 1971    | A Turma da Mônica Contra o Capitão Feio                   |                            |                                  |
| 1972    | A Menina que Viu o Brasil Nascer                          | Rosinha                    |                                  |
| 1973    | Dom Chicote Mula Manca e seu Fiel Companheiro Zé Chupança | Duende / Dom Chicote       | Estreia profissional             |
| 1974    | Godspell                                                  |                            |                                  |
| 1975    | Rock Horror Show                                          | Baleira                    |                                  |
| 1976    | A Verdadeira História da Gata Borralheira                 | Cinderela                  |                                  |
| 1976    | Transe no 18                                              | Luíss                      |                                  |
| 1977    | Brecht Segundo Brecht                                     |                            |                                  |
| 1979    | Rasga Coração                                             | Milena                     |                                  |
| 1979    | Lola Moreno                                               | Lola Moreno                | Também como produtora            |
| 1983    | Agnes de Deus                                             | Agnes                      |                                  |
| 1985    | Tupã, A Vingança                                          | Nega Fulô                  |                                  |
| 1987    | Pluft, o Fantasminha                                      | Pluft                      |                                  |
| 1990    | No Natal a Gente Vem Te Buscar                            |                            |                                  |
| 1991    | As Atrizes                                                | Irma                       |                                  |
| 1992    | Floresta Amazônica - Sonho de uma Noite de Verão          | Puck                       |                                  |
| 1993    | Ajuda-me a Lembrar                                        | Suzana                     |                                  |
| 1994    | O Homem Sem Qualidades                                    |                            |                                  |
| 1998    | Casa de Anaïs Nin                                         | Anaïs Nin                  |                                  |
| 1999    | Deu lhe Pague                                             | Nancy                      |                                  |
| 2005    | A Busca                                                   | Isolda                     |                                  |
| 2009    | As Traças da Paixão                                       | Marivalda                  |                                  |
| 2011    | Avalon                                                    | Viviane, a Senhora do Lago | Também dramaturga e idealizadora |
| 2011    | Alguém Acaba de Morrer Lá Fora                            | Laura                      | Também idealizadora              |
| 2012—13 | A Falecida                                                | Zulmira                    |                                  |
| 2017    | Teresinha - Vida e Morte de Santa Teresa D’Ávila          | Santa Teresa D’Ávila       |                                  |
| 2019    | Cabaré Transpoético                                       |                            | Participação especial            |
| 2022    | Felizes da Vida                                           | Maria Luiza                |                                  |
| 2024    | Vestido de Noiva                                          | Madame Clessi              |                                  |

## Filmografia

### Televisão
| Ano     | Título                     | Personagem                                    | Notas                                           |
| ------- | -------------------------- | --------------------------------------------- | ----------------------------------------------- |
| 1976    | Escrava Isaura             | Isaura dos Anjos / Elvira                     |                                                 |
| 1977    | Caso Especial              | Ciça                                          | Episódio: "A Ordem Natural das Coisas"          |
| 1977    | Locomotivas                | Fernanda Cabral                               |                                                 |
| 1978    | Ciranda Cirandinha         | Tatiana Aguiar (Tati)                         |                                                 |
| 1979    | Plantão de Polícia         | Marcela                                       | Episódio "Despedida de Solteiro"                |
| 1979    | Malu Mulher                | Josineide                                     | Episódio "Ainda Não é Hora"                     |
| 1979    | Feijão Maravilha           | Eliana                                        |                                                 |
| 1980    | Caso Especial              | Julieta                                       | Episódio: "Romeu e Julieta"                     |
| 1980    | Água Viva                  | Janete Fragoso Neves                          |                                                 |
| 1981    | Ciranda de Pedra           | Virginia Prado                                |                                                 |
| 1983    | Quarta Nobre               | Margarite / Marina                            | Episódio: "A Dama das Camélias"                 |
| 1983    | Quarta Nobre               | Criada do Governador                          | Episódio: "O Inspetor Geral"                    |
| 1983    | Quarta Nobre               | Alice Maria                                   | Episódio: "Alice & Alice"                       |
| 1983    | Guerra dos Sexos           | Carolina Carneiro                             |                                                 |
| 1984    | Meu Destino É Pecar        | Helena Castro Avelar (Leninha)                |                                                 |
| 1984    | Vereda Tropical            | Silvana Rocha                                 |                                                 |
| 1985    | Armação Ilimitada          | Glorinha                                      | Episódio "O Melhor de Todos..."                 |
| 1986    | Sinhá Moça                 | Maria das Graças Ferreira Fontes (Sinhá Moça) |                                                 |
| 1987    | Carmem                     | Carmem Cruz                                   |                                                 |
| 1990    | Brasileiras e Brasileiros  | Paula Carvalho Leal                           |                                                 |
| 1992    | Você Decide                | Cláudia                                       | Episódio "O Álibi"                              |
| 1993    | Caso Especial              | Clarice / Maria Menina                        | Episódio: "Menino de Engenho"                   |
| 1994    | Você Decide                | Regina                                        | Episódio "O Último Desejo"                      |
| 1995    | Sangue do Meu Sangue       | Júlia Albuquerque Soares Camargo              |                                                 |
| 1996    | Dona Anja                  | Anja Guimarães Castilhos (Dona Anja)          |                                                 |
| 2001    | Malhação                   | Jackeline Lemos (Jackie)                      | Temporada 8                                     |
| 2004    | Linha Direta               | Dejanira                                      | Episódio "As Cartas de Chico Xavier"            |
| 2006    | Prova de Amor              | Ela mesma                                     | Episódio: "13 de março"                         |
| 2006    | Cidadão Brasileiro         | Fausta Gama / Faustina de Assis Aguiar        |                                                 |
| 2007    | Donas de Casa Desesperadas | Suzana Mayer                                  |                                                 |
| 2008    | Casos e Acasos             | Lucila                                        | Episódio "O Celular, A Viagem e O Dia Seguinte" |
| 2011    | Aline                      | Débora                                        | Episódio "Aline e as Sogras"                    |
| 2014    | Dança dos Famosos          | Participante                                  | Temporada 11                                    |
| 2016    | Vai que Cola               | Ela mesma/ Isaura dos Anjos                   | Episódio "Novela de Época"                      |
| 2019–20 | Na Corda Bamba             | Marília Galvão Salles Montenegro              |                                                 |

### Cinema
| Ano  | Título                                        | Personagem                    | Notas          |
| ---- | --------------------------------------------- | ----------------------------- | -------------- |
| 1976 | Já não Se Faz Amor como antigamente           | Alice                         |                |
| 1976 | O Ibraim do Subúrbio                          | Adelinha                      |                |
| 1977 | Paranoia                                      | Lúcia Ricceli                 |                |
| 1978 | Um Brasileiro Chamado Rosaflor                | Giovanna                      |                |
| 1981 | Engraçadinha                                  | Engraçadinha                  |                |
| 1981 | Bonitinha, mas Ordinária ou Otto Lara Resende | Maria Cecília Werneck         |                |
| 1981 | Álbum de Família - Uma História Devassa       | Glória Pereira de Albuquerque |                |
| 1982 | O Sonho Não Acabou                            | Lúcia (Lucinha)               |                |
| 1982 | Luz del Fuego                                 | Dora Vivaqcua (Luz del Fuego) |                |
| 1985 | Fonte da Saudade                              | Bárabara / Guida / Alba       |                |
| 1986 | As Sete Vampiras                              | Elisa Machado                 |                |
| 1986 | Baixo Gávea                                   | Clara                         |                |
| 1989 | Kuarup                                        | Lídia                         |                |
| 1993 | Vagas para Moças de Fino Trato                | Lúcia                         |                |
| 2001 | 3 Histórias da Bahia                          | Ana Maria                     |                |
| 2003 | O Ovo                                         | Mulher                        | Curta-metragem |
| 2009 | Destino                                       | Luíza                         |                |
| 2010 | Lula, o Filho do Brasil                       | Professora                    |                |
| 2013 | Histórias Íntimas                             | Ela mesma                     | Documentário   |
| 2014 | Casa Grande                                   | Ela mesma                     |                |
| 2019 | A Serpente                                    | Lígia/Guida                   | [ 111 ]        |
| 2020 | Mulher Oceano                                 | Teresa Visser                 | [ 112 ]        |
| 2021 | Selvagem                                      | Profa. Maria                  |                |

## Prêmios e indicações
| Ano  | Associações                                 | Categoria                                                  | Nomeações                                      | Resultado | Ref.    |
| ---- | ------------------------------------------- | ---------------------------------------------------------- | ---------------------------------------------- | --------- | ------- |
| 1972 | Prêmio Governador do Estado                 | Melhor Atriz em Peça de Teatro                             | Dom Chicote                                    | Venceu    | [ 113 ] |
| 1976 | Troféu Imprensa                             | Melhor Atriz Revelação do Ano                              | Escrava Isaura                                 | Venceu    | [ 114 ] |
| 1976 | Troféu Latino de Ouro da RCTV               | Prêmio de Atuação Especial                                 | Escrava Isaura                                 | Venceu    | [ 114 ] |
| 1977 | Melhores do Ano Revista Contigo!            | Melhor Atriz Revelação                                     | Locomotivas                                    | Venceu    | [ 115 ] |
| 1981 | Festival de Cinema de Brasília              | Candango de Melhor Atriz                                   | Engraçadinha                                   | Venceu    | [ 116 ] |
| 1982 | Festival de Cinema de Gramado               | Melhor Atriz                                               | Luz del Fuego                                  | Venceu    | [ 117 ] |
| 1985 | Troféu Imprensa                             | Melhor Atriz                                               | Vereda Tropical                                | Indicada  |         |
| 1985 | Golden Eagle Awards                         | Melhor Atriz Estrangeira                                   | Escrava Isaura                                 | Venceu    | [ 114 ] |
| 1987 | Prêmio Mambembe                             | Melhor Atriz em Peça de Teatro Infantil                    | Pluft, o Musical                               | Indicada  | [ 118 ] |
| 1988 | Troféu Imprensa                             | Melhor Atriz                                               | Carmem                                         | Indicada  | [ 119 ] |
| 1993 | Festival de Cinema de Brasília              | Candango de Melhor Atriz (com Norma Bengell e Maria Zilda) | Vagas para Moças de Fino Trato                 | Venceu    | [ 120 ] |
| 2002 | Cine PE - Festival do Audiovisual de Recife | Prêmio do Público                                          | Timor Lorosae - O Massacre Que o Mundo não Viu | Venceu    | [ 121 ] |
| 2005 | Festival de Cinema de Varginha              | ET de Ouro (Conjunto da Obra)                              | —                                              | Venceu    | [ 122 ] |
| 2008 | Cine PE - Festival do Audiovisual de Recife | Troféu Calunga de Ouro (Conjunto da Obra)                  | —                                              | Venceu    | [ 123 ] |
| 2020 | Festival Sesc Melhores Filmes               | Melhor Atriz Nacional                                      | Mulher Oceano                                  | Indicada  | [ 124 ] |
| 2020 | Festival de Cinema de Inhapim               | Melhor Atriz Coadjuvante                                   | Selvagem                                       | Venceu    | [ 125 ] |
| 2022 | Festival Sesc Melhores Filmes               | Melhor Atriz Nacional                                      | Selvagem                                       | Indicada  | [ 126 ] |
| 2024 | Prêmio Shell                                | Melhor Atriz                                               | Vestido de Noiva                               | Pendente  | [ 127 ] |